# Eisoptrofobia

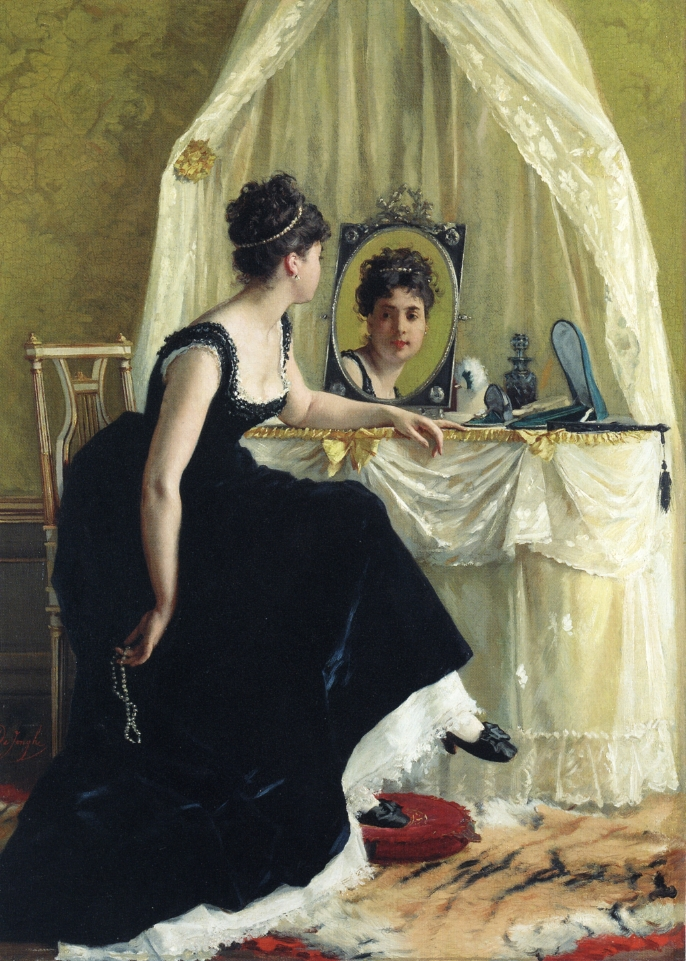
Vanità, dipinto di Gustave Léonard de Jonghe

L'eisoptrofobia o spettrofobia è la paura persistente, irrazionale e ingiustificata degli specchi, o di vedersi riflessi in uno specchio.
Le persone che soffrono di questa fobia sentono un'ansietà indebita guardandosi allo specchio, pur rendendosi conto che le loro paure sono irrazionali.
Per via di una diffusa base superstiziosa, gli eisoptrofobici possono preoccuparsi che rompere uno specchio possa portare sfortuna o che guardarsi allo specchio li metterà in contatto con un mondo sovrannaturale/parallelo sito "al di là" dello specchio.
Gli specchi e altre superfici riflettenti sono da tempo associate a ciò che è strano o bizzarro.

## Collegamenti culturali
Nella mitologia greca, Narciso s'innamorava della propria immagine riflessa nell'acqua di una pozza, credendo di vedere l'immagine di una bella ninfa.Tentando di abbracciare l'immagine si sporse troppo e morì, trasformandosi nel fiore omonimo. 
Ne Il ritratto di Dorian Gray, un romanzo di Oscar Wilde, il ritratto di un bel giovane inizia a deteriorarsi, riflettendo la corruzione dell'essere interiore. Il ritratto diventa uno specchio dell'anima del giovane.
Nel film horror sudcoreano del 2003 Into the Mirror e nel suo remake americano del 2008 Riflessi di Paura, sono iniziate ad accadere morti orribili e misteriose in un grande magazzino, tutte coinvolgendo i loro specchi, che sembrano essere stregati.